# Klara Lukan
Klara Lukan (* 8. September 2000 in Novo mesto) ist eine slowenische Leichtathletin, die im Mittel- und Langstreckenlauf antritt.

## Sportliche Laufbahn
Erste internationale Erfahrungen sammelte Klara Lukan im Jahr 2017, als sie bei den U18-Weltmeisterschaften in Nairobi im 800-Meter-Lauf bis in das Halbfinale gelangte und dort mit 2:15,51 min ausschied. Im Jahr darauf scheiterte sie bei den U20-Weltmeisterschaften in Tampere mit 2:10,08 min im Vorlauf über 800 Meter und auch im 1500-Meter-Lauf schied sie mit 4:26,43 min in der ersten Runde aus. 2019 siegte sie dann bei den U20-Europameisterschaften im schwedischen Borås mit neuem U23-Landesrekord von 16:03,62 min und im Dezember gewann sie bei den Crosslauf-Europameisterschaften in Lissabon nach 14:01 min die Silbermedaille in der U20-Wertung. 2021 siegte sie bei den Balkan-Hallenmeisterschaften in Istanbul in 8:58,73 min über 3000 Meter und schied kurz darauf bei den Halleneuropameisterschaften in Toruń mit 9:06,82 min im Vorlauf aus. Ende Juni siegte sie in 15:37,11 min über 5000 m bei den Balkan-Meisterschaften in Smederevo. Anschließend gewann sie bei den U23-Europameisterschaften in Tallinn in 15:44,0 min die Silbermedaille über 5000 m hinter der Italienerin Nadia Battocletti. Anschließend nahm sie an den Olympischen Spielen in Tokio teil und kam dort im Vorlauf nicht ins Ziel. Im Dezember gewann sie bei den Crosslauf-Europameisterschaften in Dublin in 20:36 min die Silbermedaille im U23-Rennen hinter der Italienerin Battocletti.
2023 wurde sie bei der 2. Liga der Team-Europameisterschaft im Rahmen der Europaspiele in Chorzów in 15:33,39 min Zweite über 5000 Meter und im Oktober wurde sie bei den Straßenlauf-Weltmeisterschaften in Riga mit 15:25 min Zehnte im 5-km-Straßenlauf. Im Dezember gelangte sie bei den Crosslauf-Europameisterschaften in Brüssel mit 21:04 min auf den zehnten Platz in der Mixed-Staffel. Im Jahr darauf belegte sie bei den Europameisterschaften in Rom in 31:34,90 min den fünften Platz über 10.000 Meter. Anschließend verpasste sie bei den Olympischen Sommerspielen in Paris mit 15:09,61 min den Finaleinzug über 5000 Meter und gelangte über 10.000 Meter mit 31:45,15 min auf Rang 20. Bei den erstmals ausgetragenen Straßenlauf-Europameisterschaften 2025 in Löwen gewann sie in 31:26 min die Bronzemedaille im 10-km-Straßenlauf hinter der Italienerin Nadia Battocletti und Eva Dieterich aus Deutschland. Ende Juni wurde sie bei der 2. Liga der Team-Europameisterschaft in Maribor in 15:09,56 min Erste über 5000 Meter und anschließend siegte sie in 31:25,84 min bei den World University Games in Bochum.
In den Jahren 2021, 2023 und 2024 wurde Lukan slowenische Meisterin im 5000-Meter-Lauf sowie 2021 auch über 3000 Meter und 2024  im 5-km-Straßenlauf. Zudem wurde sie 2019 und 2021 sowie 2023 und 2024 Hallenmeisterin im 3000-Meter-Lauf.

## Persönliche Bestleistungen
- 800 Meter: 2:05,40 min, 5. September 2021 in Maribor
  - 800 Meter (Halle): 2:12,09 min, 27. Januar 2018 in Wien
- 1500 Meter: 4:11,05 min, 10. September 2023 in Zagreb
  - 1500 Meter (Halle): 4:15,51 min, 6. Februar 2021 in Novo Mesto
- 2000 Meter: 5:40,91 min, 14. September 2021 in Zagreb (slowenischer Rekord)
- 3000 Meter: 8:47,17 min, 5. Mai 2023 in Conegliano
  - 3000 Meter (Halle): 8:44,80 min, 25. Februar 2023 in Birmingham (slowenischer Rekord)
- 5000 Meter: 14:50,40 min, 16. Juli 2025 in Lüttich (slowenischer Rekord)
- 10.000 Meter: 31:13,18 min, 18. Mai 2024 in London
- 5-km-Straßenlauf: 14:45 min, 9. Februar 2025 in Monaco (slowenischer Rekord)
- 10-km-Straßenlauf: 30:26 min, 16. Februar 2025 in Castelló de la Plana (slowenischer Rekord)